# Le Club des Cinq (série télévisée, 1996)
Pour les articles homonymes, voir Club des cinq.
Le Club des Cinq (The Famous Five) est une série télévisée britannique en 26 épisodes de 25 minutes, créée d'après la série de romans Le Club des cinq d'Enid Blyton et diffusée entre le 10 septembre 1995 et le 16 février 1997 sur ITV (Tyne Tees et HTV).
En France, la série a été diffusée à partir du 4 septembre 1996 sur Disney Channel et sur France 3. Mis à part la Belgique (diffusée dans l'émission Ici Bla-Bla), elle reste inédite dans les autres pays francophones.

## Synopsis
Cette série met en scène les aventures de deux filles, deux garçons et un chien qui jouent les détectives pendant leurs vacances au bord de mer. Chaque été François, Mick et Annie se rendent chez leur cousine Claude, qui s'appelle en réalité Claudine, à Kernach et ensemble ils vivent de nombreuses aventures.

## Distribution
- Jemima Rooper : Claude
- Marco Williamson :(V.F : Adrien Antoine) François
- Paul Child (en) :(V.F : Brigitte Lecordier) Mick
- Laura Petela : Annie
- Connal : Dagobert
- Elsie Kelly (en) : Joan
- Christopher Good (en) : Oncle Henri (18 épisodes)
- Mary Waterhouse : Tante Cécile (16 épisodes)
- Vanessa Cavanagh (en) : Jo (épisodes 5 et 10)

## Épisodes

### Première saison (1996)
1. Le Club des Cinq et le Trésor de l'île Première Partie (Five on a Treasure Island - Part 1)
2. Le Club des Cinq et le Trésor de l'île Deuxième Partie (Five on a Treasure Island - Part 2)
3. Le Club des Cinq en péril (Five Get into Trouble)
4. Le Club des Cinq (Five Go Adventuring Again)
5. Le Club des Cinq et les Gitans (Five Fall into Adventure)
6. La Boussole du Club des Cinq (Five Go to Demon's Rocks)
7. Le Club des Cinq joue et gagne (Five on Kirrin Island Again)
8. Le Club des Cinq et le Coffre aux merveilles (Five on Finniston Farm)
9. Le Club des Cinq va camper (Five Go Off to Camp)
10. Enlèvement au Club des Cinq (Five Have Plenty of Fun)
11. Le Club des Cinq se distingue (Five on a Secret Trail)
12. Le Club des Cinq en vacances Première Partie (Five Go to Smuggler's Top - Part 1)
13. Le Club des Cinq en vacances Deuxième Partie (Five Go to Smuggler's Top - Part 2)

### Deuxième saison (1997)
1. Le Club des Cinq Au Bord de la Mer Première Partie (Five Go Down to the Sea - Part 1)
2. Le Club des Cinq Au Bord de la Mer Deuxième Partie (Five Go Down to the Sea - Part 2)
3. Le Club des Cinq Contre-Attaque (Five Run Away Together)
4. Le Club des Cinq et le Vieux Puits (Five Have a Mystery to Solve)
5. La Locomotive du Club des Cinq (Five Go to Mystery Moor)
6. Le Club des Cinq en Randonnée (Five on a Hike Together)
7. Le Club des Cinq en Roulotte Première Partie (Five Have a Wonderful Time - Part 1)
8. Le Club des Cinq en Roulotte Deuxième Partie (Five Have a Wonderful Time - Part 2)
9. Le Club des Cinq et les Saltimbanques (Five Go Off in a Caravan)
10. Le Club des Cinq à la montagne (Five Get into a Fix)
11. Le Club des Cinq en Embuscade (Five Are Together Again)
12. Le Club des Cinq et Les Papillons Première Partie (Five Go to Billycock Hill - Part 1)
13. Le Club des Cinq et Les Papillons Deuxième Partie (Five Go to Billycock Hill - Part 2)